# لوازم آرایشی کرولتی- فری
لوازم آرایشی کرولتی- فری، دسته‌ای از لوازم آرایشی است که بر روی حیوانات آزمایش نشده‌است. سازمان غذا و داروی آمریکا فعلاً تعریف قانونی را که این اصطلاح را به مجموعه معیارهای خاصی پیوند می‌دهد، تأیید نکرده‌است. با این حال، علاوه بر محصول نهایی، اکثر مدافعان زیبایی به محصولات کرولتی فری گرایش دارند که هیچ‌یک از مواد مورد استفاده در تولید مواد آرایشی را نباید بر روی حیوانات آزمایش کرد تا عاری از ظلم و ستم باشد. نشان کرولتی ‌فری به تنهایی به معنای این نیست که یک محصول صددرصد روی حیوانات آزمایش نشده‌است زیرا اکنون خیلی از شرکت‌ها خود را کرولتی فری معرفی می‌کنند اما هنوز از مواد اولیه‌ای استفاده می‌کنند که قبلاً بر روی حیوانات آزمایش شده‌است به همین خاطر بهترین گزینه تحقیق یا بررسی مجوز ان مارک تجاری یا محصول مورد نظر است.
انواع آزمایش‌هایی که بر روی حیوانات انجام می‌شود سمیت حاد، آزمایش سوزش چشم و پوست، آزمایش حساسیت پوست، آزمایش سرطان زایی و تولید مجدد و آزمایش سمیت رشد است. مطالعات متعدد نشان داده‌است که اثربخشی این آزمون‌ها محدود است و گزینه‌های معتبر تری برای بسیاری از این آزمون‌ها وجود دارد.
افرادی که حامی حقوق حیوانات هستند بر خرید محصولات فقط از شرکت‌های کرولتی فری تاکید می‌کنند. زیرا این امر باعث می‌شود شرکت‌هایی که هنوز هم بر روی حیوانات آزمایش انجام می‌دهند تحریم شوند و ثابت می‌کند که بازار داغی برای مصرف‌کنندگان محصولات کرولتی فری به‌وجود بیاید و اینطور باعث می‌شود به ناچار شرکت‌های غیر کرولتی فری هم مجبور می‌شوند آزمایش بر روی حیوانات را کنار بگذارند.

## تست حیوانی لوازم آرایشی چگونه انجام می شود؟
برای انجام تست‌ حیوانی از روش‌های بی‌رحمانه‌ای استفاده می‌شود، برای مثال حیوانات را مجبور به استنشاق و تغذیه از محصولات مختلف می‌کنند یا با مالیدن مقداری از محصول موردنظر روی چشم و پوست حیوان موجب کوری و آسیب به آن می‌شوند؛ در نهایت نیز با تزریق دوز مرگ بار باعث مرگ یا فلج شدن حیوان می‌شوند.
پس از انجام این مراحل، دو هفته حیوانات را زیر نظر می‌گیرند تا میزان سمی بودن محصولات آرایشی با مواد و ترکیبات جدید و همچنین تاثیرات احتمالی آن‌ها بر بدن انسان را بسنجند. این در حالیست که امروزه با استفاده از روش‌های جایگزین بسیاری مانند مدل سازی‌ رایانه‌ای پوست انسان، می‌توانند این روند وحشیانه را تغییر دهند.
علی رغم اعتراض بسیار دوستداران حیوانات، هنوز قوانینی برای جلوگیری از انجام آزمایش‌های حیوانی لوازم آرایشی وجود ندارد و این تست‌ها ادامه دارند، اما با توجه به مزایای محصولات کرولتی فری، بهتر است مصرف کنندگان خرید و استفاده از لوازم آرایشی که با آزمایش بر روی حیوانات تولید می‌شوند را متوقف کنند.

## لیست برندهای معروف عاری از ستم
| مارک‌های کرولتی فری (عاری از ستم) | کرولتی فری و وگان                         | محصولاتی که کرولتی فری نیستند                                                                   |
| --- | ----------------------------------------- | ----------------------------------------------------------------------------------------------- |
| AromaZone آروما زون (فرانسه) | Aimée de Mars (فرانسه)                    | Almay آلمای                                                                                     |
| Avril آوریل (فرانسه) | Arctic Fox (آمریکا)                       | Acuvue                                                                                          |
| Cattier (فرانسه) | Alva آلوا (آمریکا)                        | Aussie                                                                                          |
| ELF (آمریکا) | Beauty Without Cruelty (آمریکا)           | Benefit                                                                                         |
| H&M (سوئد) | Beauty Blender بیوتی بلندر (آمریکا)       | Coty کوتی (برند شریک با کایلی جنر) (آمریکا) برند کوتی در صورت لزوم بر روی حیوانات آزمایش می‌کند. |
| Real Techniques (آمریکا) | Blush away (آمریکا)                       | Nars نارس                                                                                       |
| Sigma Beauty سیگما بیوتی (آمریکا) | Cocoon Apothecary (کانادا)                | Lo'real china لورال چین                                                                         |
| Sleek Makeup سلیک میکاپ (آمریکا) | Cover FX کاور اف ایکس (کانادا)            | Lo'real Usa لورال آمریکا (لورال آمریکا ممکن برخی از محصولاتش روی حیوانات آزمایش شده باشند)      |
| Stila ستیلا (آمریکا) | DermOrganic (انگلستان)                    | Make up for ever میکاپ فور اور                                                                  |
| Cover girl کاور گرل (آمریکا) | Dr Bronner's (آلمان)                      | GalmGlow                                                                                        |
| The Body Shop (انگلستان) | Hurraw! (آمریکا)                          |                                                                                                 |
| Amore Pacific (کره جنوبی) | Inika (استرالیا)                          |                                                                                                 |
| Aritaum (کره) | Nabla cosmetics (ایتالیا)                 |                                                                                                 |
| Aromatica آروماتیکا (کره جنوبی) | 100BON (ایتالیا)                          |                                                                                                 |
| Beyond (کره جنوبی) | Concrete Minerals (آمریکا)                |                                                                                                 |
| Blossom Jeju (کره جنوبی) | Druide (کانادا)                           |                                                                                                 |
| Cosrx (کره جنوبی) | EcoTools (آمریکا)                         |                                                                                                 |
| Dr Jart دکتر جارت (کره جنوبی) | Elate Cosmetics (کانادا)                  |                                                                                                 |
| Etude House (کره جنوبی) | Elysian Nail Lacquer (آمریکا)             |                                                                                                 |
| Hanyul (کره) | Fairypants (انگلستان)                     |                                                                                                 |
| Innisfree (کره) | Gaiia (فرانسه)                            |                                                                                                 |
| Iope (کره) | Giovanni (آمریکا)                         |                                                                                                 |
| It's skin ایتس اسکاین (کره جنوبی) | Karethic (آمریکا)                         |                                                                                                 |
| Ishizawa (ژاپن) | Houglass (آمریکا)                         |                                                                                                 |
| Klair's (کره جنوبی) | De Lorenzo (استرالیا)                     |                                                                                                 |
| Lirikos (کره) | Teadora (آمریکا)                          |                                                                                                 |
| Laneige (کره) | Jeffree Star Cosmetics                    |                                                                                                 |
| Lush لوش (انگلستان) | Axiology                                  |                                                                                                 |
| Makanai ماکانی (ژاپن) | B. Beauty                                 |                                                                                                 |
| Mamonde (کره) | Pacifica                                  |                                                                                                 |
| Mise en scene (کره) | Miss Organics (انگلستان)                  |                                                                                                 |
| Missha (کره) | Hourglass هورگلاس (آنجلینا جولی) (آمریکا) |                                                                                                 |
| Selenagomez (آمریکا) |                                           |                                                                                                 |
| JLO beauty جیلو بیوتی (جنیفر لوپز) (آمریکا) |                                           |                                                                                                 |
| Nature Republic نیچر رپابلیک (کره) |                                           |                                                                                                 |
| O'sum (کره) |                                           |                                                                                                 |
| Re:cipe (کره) |                                           |                                                                                                 |
| Rituel de Fille (آمریکا) |                                           |                                                                                                 |
| Sulwhasoo (کره) |                                           |                                                                                                 |
| Whamisa (کره) |                                           |                                                                                                 |
| Zion Health (آمریکا) |                                           |                                                                                                 |
| Fenty beauty فنتی بیوتی (ریانا) (آمریکا) |                                           |                                                                                                 |
| Grande Cosmetics (Ariana Grande) گرانده کازمتیکس (آمریکا) |                                           |                                                                                                 |
| KKW Beauty (کیم کارداشیان بیوتی) (آمریکا، محصولات کیم کارداشیان چه در عرضهٔ نهایی و چه در مواد تشکیل دهنده بر روی حیوانات و شخص ثالث آزمایش نمی‌شود. آنها همچنین محصولات خود را در کشورهایی که قانون آزمایش حیوانات در ان اجباری است، نمی‌فروشند)                                            |                                           |                                                                                                 |
| Kaily Cosmetics کایلی کازمتیکس (کایلی جنر) (هیچ‌یک از مواد تشکیل دهنده، فرمولاسیون یا محصولات نهایی آرایشی کایلی روی حیوانات، در هر کجای دنیا آزمایش نمی‌شود. اما مارک کوتی دارای اکثریت سهام لوازم آرایشی از کایلی است. کوتی شرکتی است که در صورت لزوم قانون بر روی حیوانات آزمایش می‌کند ) |                                           |                                                                                                 |
| Lo'real لورال فرانسه (فقط محصولاتی که داخل خود کشور فرانسه ساخته شده کرولتی فری می‌باشد و مابقی محصولات لورال که در دیگر کشورها ساخته می‌شوند ممکن است کرولتی فری نباشند ) |                                           |                                                                                                 |